# Eva Kurfürstová
Eva Kurfürtsová, née le 30 août 1977 à Karviná, est une skieuse alpine tchèque, spécialiste des épreuves techniques.

## Biographie
Elle court les Championnats du monde junior entre 1994 et 1996 et obtient comme meilleur résultat une onzième place en combiné en 1994.
En 1995, elle court sa première manche dans la Coupe d'Europe, où elle obtient son premier top dix en fin d'année 1996 et une victoire en 2006 en slalom à Lenzerheide. En 1995, elle a aussi découvert la Coupe du monde, mais doit attendre décembre 2015 pour se qualifier pour sa première deuxième manche à l'occasion du slalom géant de Splinderuv Mlyn (28e) et marquer ses premiers points. En décembre 2007, elle obtient son meilleur résultat à ce niveau avec une 20e place au slalom d'Aspen.
Dans les Championnats du monde, elle compte neuf participations de 1997 à 2013, où son meilleur résultat est 18e du slalom en 2001. Kufürtsová prend part aux Jeux olympiques d'hiver de 2002, où elle est 23e en slalom géant et 21e en slalom et aux Jeux olympiques d'hiver de 2006, où elle court seulement le slalom pour se classer 28e.
Elle prend sa retraite sportive en 2014, après une dernière course en Coupe du monde disputée en 2012.

## Palmarès

### Jeux olympiques d'hiver
| Épreuve / Édition      | Slalom géant | Slalom |
| JO 2002 Salt Lake City | 23e          | 21e    |
| JO 2006 Turin          |              | 28e    |

### Championnats du monde
| Épreuve / Édition | Sestrières 1997 | Vail/Beaver Creek 1999 | Sankt Anton 2001 | Saint-Moritz 2003 | Bormio 2005 | Åre 2007 | Val d'Isère 2009 | Garmisch-Partenkirchen 2011 | Schladming 2013 |
| Slalom géant      |                 | 28e                    | Abandon          | Abandon           |             | Abandon  |                  |                             |                 |
| Slalom            | 32e             |                        | 18e              | 28e               | Abandon     |          | 29e              | 31e                         | 41e             |

### Coupe du monde
- Meilleur classement général : 91e en 2008.
- Meilleur résultat : 20e.

| Saison/Classement | Général | Général | Slalom géant | Slalom géant | Slalom | Slalom |
| Saison/Classement | Class.  | Points  | Class.       | Points       | Class. | Points |
| ----------------- | ------- | ------- | ------------ | ------------ | ------ | ------ |
| 2006              | 116e    | 3       | 55e          | 3            |        |        |
| 2007              | 116e    | 10      | -            | -            | 47e    | 10     |
| 2008              | 91e     | 28      | -            | -            | 38e    | 28     |

### Coupe d'Europe
- 4e du classement de slalom en 2006.
- 2 podiums, dont 1 victoire.

### Championnats de République tchèuque
- 5 titres en slalom : 1995, 1998, 1999, 2000 et 2011.
- 2 titres en slalom géant : 1999 et 2002.